# 나나미 히로시
나나미 히로시(일본어: 名波 浩, 1972년 11월 28일)는 일본의 전 축구 선수이다.

## 구단 경력
주빌로 이와타와 SSC 베네치아, 세레소 오사카와 도쿄 베르디 소속으로 활동했다.

## 국가대표팀 경력
그는 1995년 8월 6일 코스타리카과의 경기에서 일본 국가대표팀에 데뷔했다. 1996년과 2000년 AFC 아시안컵, 1998년 FIFA 월드컵, 1999년 코파 아메리카에 출전했다. 2000년 아시안컵 우승, 대회 MVP. 그는 2001년까지 국제 A매치 통산 67경기에 출전, 9득점을 넣었다.

## 통계
| 일본 | 일본 | 일본 |
| 연도 | 출전 | 득점 |
| ---- | ---- | ---- |
| 1995 | 2    | 2    |
| 1996 | 13   | 1    |
| 1997 | 21   | 3    |
| 1998 | 11   | 0    |
| 1999 | 6    | 0    |
| 2000 | 12   | 3    |
| 2001 | 2    | 0    |
| 통산 | 67   | 9    |